# Jean-Baptiste Liagre
Jean-Baptiste Liagre, né à Tournai le 18 février 1815 et mort à Ixelles le 12 janvier 1891, est un lieutenant-général de l'armée belge. Il est aussi le commandant de l'École militaire entre 1869 et 1879 et ministre de la Guerre entre 1879 et 1880.

## Biographie
Jean-Baptiste Joseph Liagre, né à Tournai le 18 février 1815, est le fils de Jacques Liagre, orfèvre à Tournai, et de Marie Catherine Vandame. Il fait des études classiques à l'Athénée de Tournai. Il se marie à Bruxelles le 29 juillet 1841 avec Anne Baugniet et le 24 novembre 1880 à Ixelles avec Célestine Fayaux.
Il s'oriente vers une carrière militaire et entre en 1934 à l'École royale militaire dans la section armes spéciales dont il sort sous-lieutenant en 1936. En 1839, il est admis dans l'arme scientifique du génie militaire. Promu capitaine en 1847, il est nommé professeur de topographie à l'École royale militaire en 1850. Cette même année, il est admis dans la classe des sciences de l'Académie royale de Belgique, en deviendra titulaire en 1854, président de l'Académie royale des sciences, des lettres et des beaux-arts de Belgique en 1861, puis, en 1875, secrétaire perpétuel. Ayant acquis de grandes connaissances mathématiques, il publie en 1852 un ouvrage intitulé Calcul des probabilités et la théorie des erreurs. Il se passionne pour la topographie, la statistique, la géodésie et l'astronomie. En 1869, il prend la tête de l'École royale militaire et en est le commandant jusqu'en 1879. En 1874, il est nommé général-major et lieutenant-général en 1877. En tout, il était membre de 21 sociétés savantes étrangères et de nombreuses sociétés belges scientifiques.
Le 8 septembre 1879, il est nommé ministre de la Guerre, à la demande expresse du roi Léopold II dans le gouvernement Frère-Orban. Ayant rencontré l'opposition des milieux politiques concernant les forts de Meuse et la défense de Liège, il présente sa démission en janvier 1880. En septembre 1880, il fait valoir ses droits à la retraite. 
Le 13 janvier 1891, il décède à Ixelles d'une pneumonie. Étant agnostique, il reçoit des funérailles civiles et est inhumé au cimetière d'Ixelles.

## Distinctions
- Grand officier de l'ordre de Léopold (en 1880).
- Il a reçu de nombreuses autres distinctions belges et étrangères.

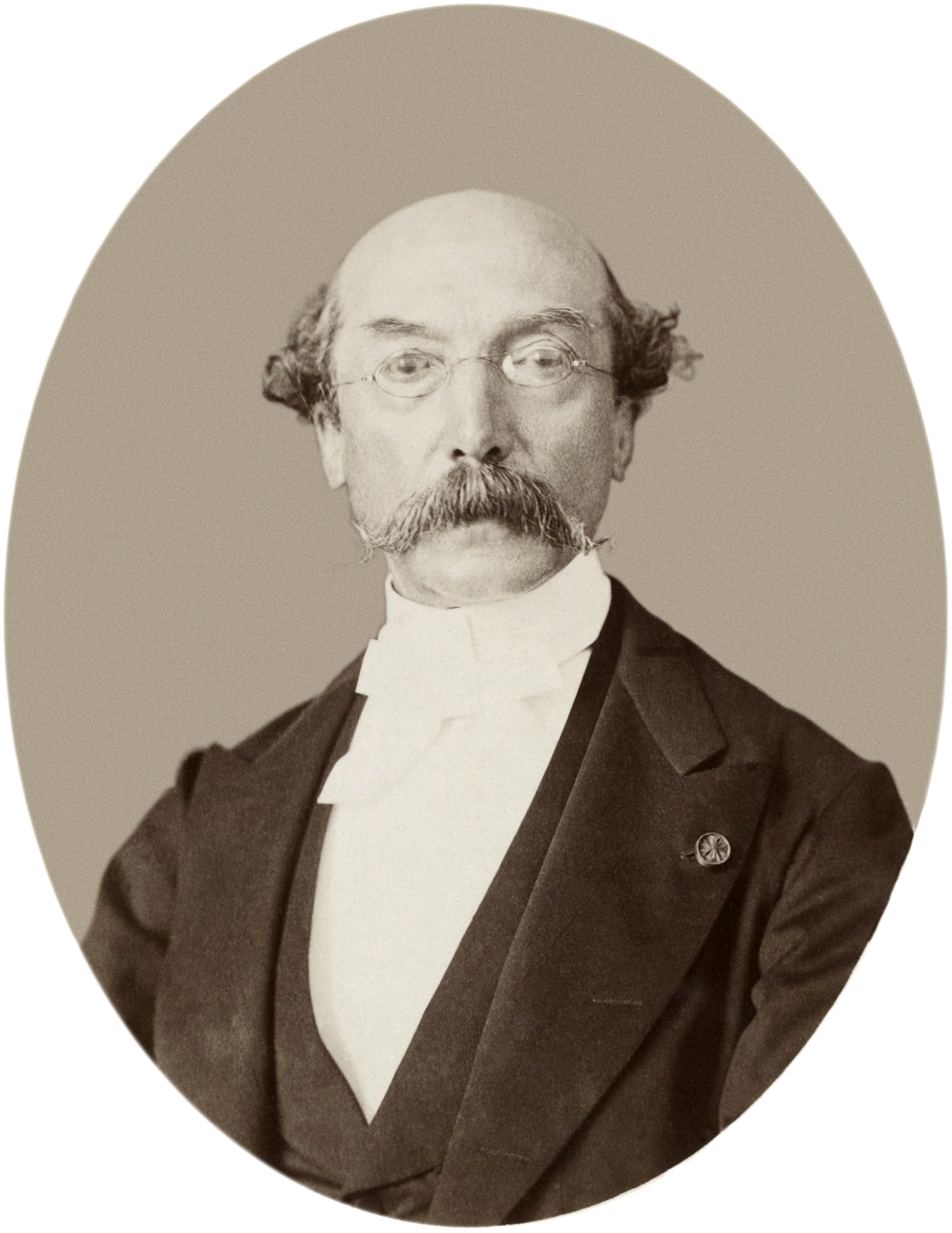
le général Liagre